# Université militaire nationale Vassil-Levski
 (octobre 2017).
L'université militaire nationale Vassil-Levski (en bulgare : Националният военен университет „Васил Левски“) est un établissement d’enseignement supérieur à Veliko Tarnovo, en Bulgarie. Elle est créée en 1878 comme l'école militaire fondée à Plovdiv. Aujourd'hui, l'université a trois facultés dans les villes de Veliko Tarnovo, Choumen et Dolna Mitropolia.

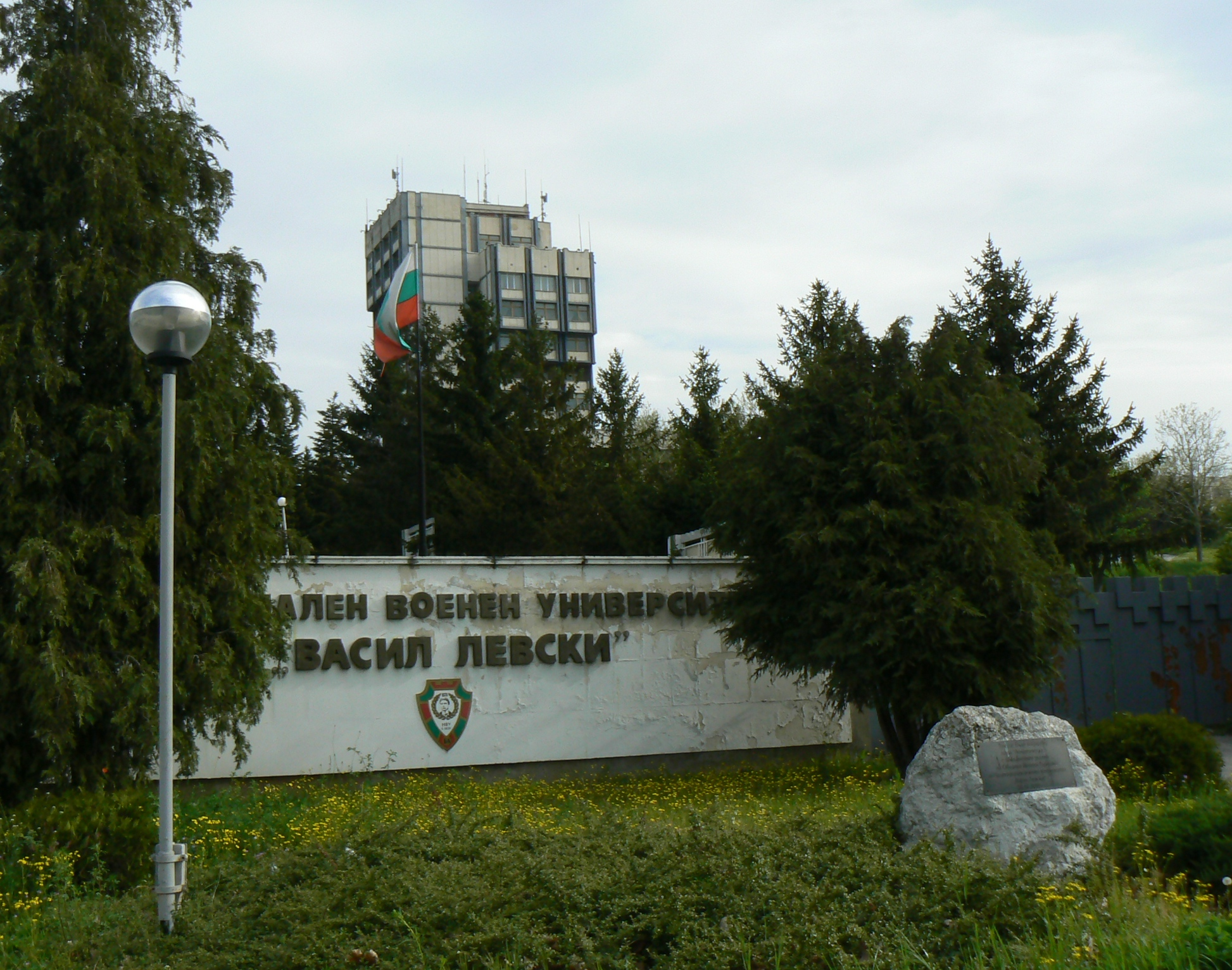

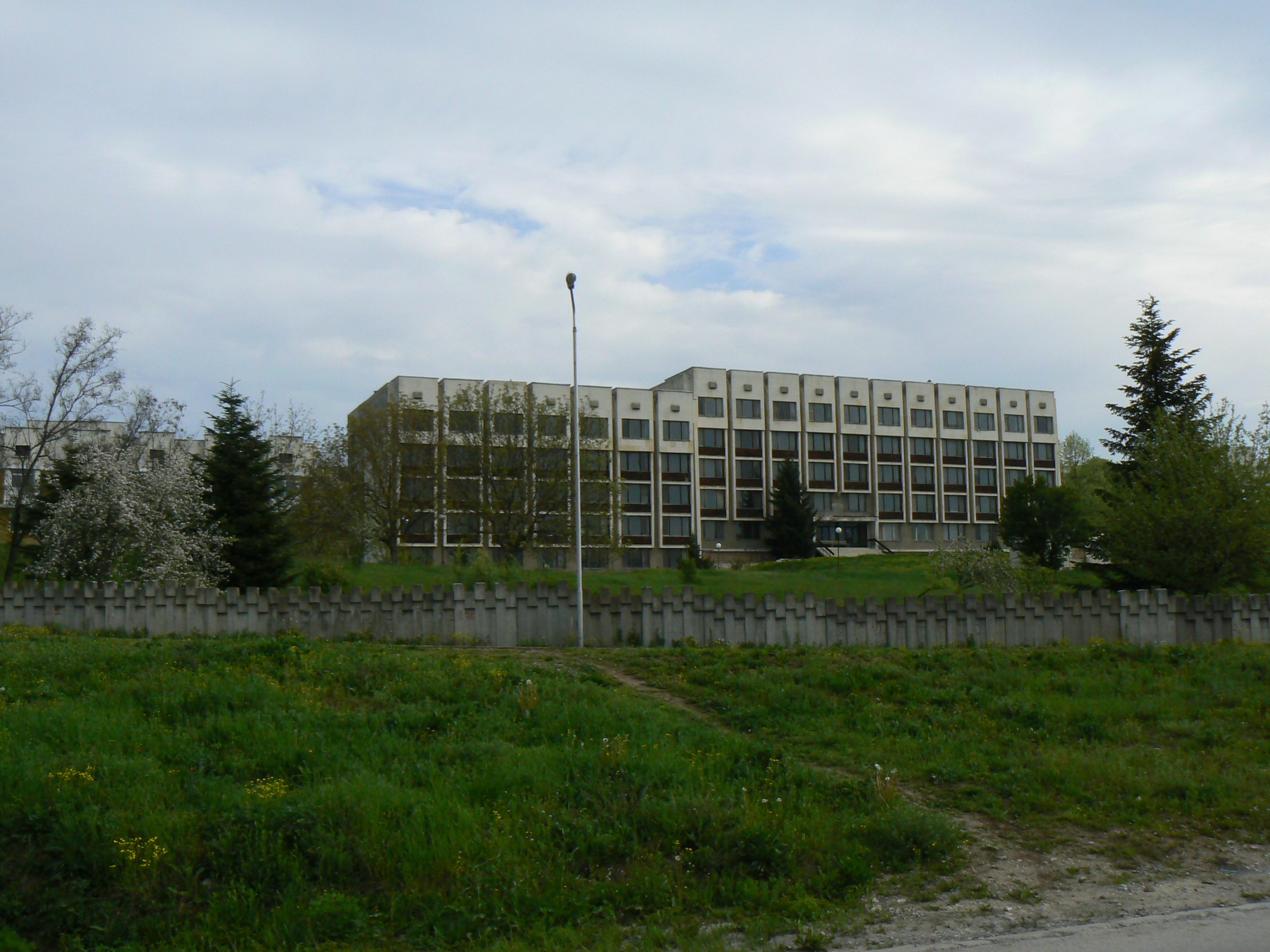